# História da Colômbia
A História da Colômbia remete a antes da chegada dos espanhóis às Américas, quando a região onde hoje está a Colômbia era habitada por diferentes tribos indígenas.
Em 1810, as jurisdições de Nova Granada expulsaram as autoridades espanholas, exceto em Santa Marta, Riohacha e os atuais Panamá e Equador. O levante de Bogotá, de 20 de julho desse ano, é comemorado como a data de independência da Colômbia. A capital colombiana, a essa época, contava com cerca de 50 mil moradores. Havia uma rivalidade entre os grupos que propugnavam uma federação e aqueles que tentavam centralizar a autoridade.

## Culturas pré-colombianas
Os achados arqueológicos mais antigos foram encontrados nos abrigos na rocha de Chiribiquete. Nesse local, foram datadas pinturas rupestres de até 19 510 anos Antes do Presente. Em Pubenza (em Tocaima, em Cundinamarca), se encontraram oito ferramentas em um nível estratigráfico datado em 16 400 anos AP. No sítio El Jordán, em Roncesvalles (Tolima), a presença humana tem sido calculada em 12 900 anos AP. Nos abrigos na rocha de El Abra, no leste de Zipaquirá, na Savana de Bogotá, se encontraram instrumentos líticos em 1967, datados do ano 10460 a. C. ± 160. Outros achados paleoíndios se realizaram em Tibitó, Tequendama (Cundinamrca), Puerto Nare (Antioquia), San Isidro (Popayán) La Palestina (Yondó) e La Morena (Medellín).
Os primeiros rastros de culturas de cabaças e do tubérculo ariá, na região, remontam a 10 mil anos a.C. Desde 7 000 antes do presente, se desenvolveram as primeiras sociedades sedentárias agrícolas, segundo achados em Porto Formiga, perto da atual Cartagena das Índias. Diversos povos ameríndios, com níveis de desenvolvimento diferentes, ocupavam o território colombiano, sendo que o mais avançado deles na época da conquista espanhola eram os índios muíscas (chibchas). No ano em que a América foi descoberta por Colombo, 1492, estima-se que a população indígena somava 850 mil pessoas, distribuídas em diversos grupos, muitos deles hábeis artesãos que deixaram a marca de sua existência moldada em ouro, como se pode ver no Museu Nacional da Colômbia em Bogotá. Nenhum deles, entretanto, deixou registros escritos, o que não permite reconstruir sua evolução com a mesma precisão que se alcançou no estudo das grandes civilizações históricas do Novo Mundo. Em San Agustín, próximo à nascente do rio Magdalena, encontraram-se vestígios de uma das mais fascinantes e menos estudadas civilizações do hemisfério Ocidental, extinta muitos séculos antes da chegada dos europeus. Conhece-se muito pouco sobre essas tribos; estima-se que a cultura de San Agustín começou a desenvolver-se no século V. Os taironas, quimbayas e calimas dominaram as artes da cerâmica e até montaram formas de governo, estabelecendo pactos políticos entre si.
Os povos das regiões planas e litorâneas organizavam-se socialmente como confederações de tribos, levavam vida muito simples e foram extintos pelos colonizadores espanhóis. Já em terras andinas, havia culturas mais desenvolvidas, entre as quais se destaca a dos chibchas, que ocupavam os pontos mais altos da parte central da cordilheira Oriental, na parte alta do rio Magdalena. De cultura similar à inca, eram exímios agricultores, cultivando milho, batata e algodão. Não chegaram a formar um império unitário, mas apresentavam muitos traços culturais comuns. Atingiram grande densidade populacional na savana de Bogotá. Seu centro mais importante era Bacatá, próximo à posterior capital colombiana.

## Exploração e conquista da Espanha
A primeira expedição europeia a avistar terras da futura Colômbia foi a do espanhol Alonso de Ojeda, que em 1499 dobrou o cabo de La Vela, na península de La Guajira. Em 1502, durante sua última viagem ao Novo Mundo, Cristóvão Colombo explorou uma parte da costa do Caribe pertencente ao território dos chibchas. As primeiras colonizações europeias permanentes foram na costa caribenha, sendo Darién, o primeiro assentamento europeu permanente em território americano, fundado em 1510 por conquistadores espanhóis. Em 1509, o reconhecimento de toda a costa sul-americana do Caribe foi feito por Rodrigo de Bastidas, que em 1525 fundou Santa Marta. Em 1533, Pedro de Heredia fundou Cartagena, que se tornaria uma das principais bases marítimas do império espanhol nas Américas. Entre 1536 e 1539, a colonização do interior foi comandada por Gonzalo Jiménez de Ojeda (ou Gonzalo Jiménez de Quesada), que derrotou os chibchas, fundou a cidade de Santa Fé de Bogotá em 1538 e deu o nome de Nova Granada ao país, que, por suas riquezas minerais, sofreu muitos ataques de corsários e mais tarde de ingleses e franceses. Até 1539 já haviam sido fundadas todas as cidades importantes do interior colombiano.

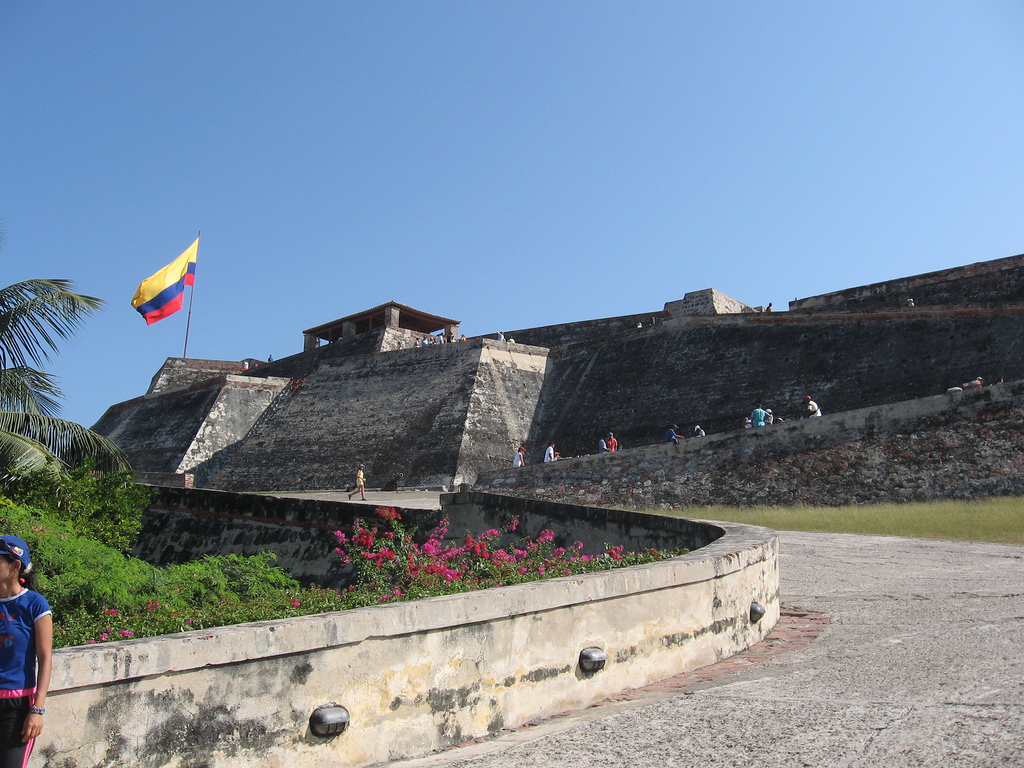
Castelo de São Filipe em Cartagena, na Colômbia.

A região foi inicialmente parte do vice-reinado do Peru. Bogotá, que antes da conquista era o principal núcleo dos reinos chibchas, transformou-se, em 1550, na audiência de Santa Fé de Bogotá, dependente do vice-reino do Peru e centro administrativo de uma região que abrangia Nova Granada, Popayán, Antioquia, Cartagena, Santa Marta, Riohacha, os llanos de Casanare e San Martín.
A partir de 1564, os presidentes da audiência de Santa Fe gozaram de poderes semelhantes aos dos vice-reis. As populações autóctones diminuíram enormemente, exterminadas pelos novos senhores das terras e por doenças por eles transmitidas, como a epidemia de varíola de 1587-1589.
As culturas indígenas se transformaram rapidamente em contato com a civilização. O catolicismo foi imposto e predominou sobre as religiões autóctones. No século XVII, o chibcha, língua indígena que tivera o maior número de falantes, havia caído em desuso nas zonas mais povoadas do país, e a miscigenação ganhou forte impulso. Nas planícies do Chocó e na costa do Caribe, foram instalados escravos negros, destinados à extração do ouro e ao trabalho nas plantações de cana-de-açúcar.
A Igreja Católica, com a atuação de missionários franciscanos, dominicanos e jesuítas, desempenhou importante papel na catequese e na administração. Em 1620, a Inquisição instalou-se em Cartagena, cidade que logo se tornaria um baluarte do império espanhol.

## Vice-reino de Nova Granada
A dependência administrativa de Lima encerrou-se com a criação do vice-reino de Nova Granada, vigente primeiro durante um breve período, de 1717 a 1723, e depois, definitivamente, a partir de 1740. O vice-rei, estabelecido em Bogotá, tinha autoridade sobre a Venezuela, o Equador e o Panamá, assim como a Colômbia. A superveniência do novo status político representou o início de uma nova era. Nas décadas seguintes, a coroa espanhola procurou fortalecer o império mediante maior centralização da administração e desenvolvimento do comércio. A população aumentou e começou a consolidar-se uma nova classe social com crescente poder: a dos criollos, descendentes de espanhóis nascidos na colônia.
De 1785 a 1810, os criollos de Nova Granada não ofereceram resistência às reformas políticas e econômicas. Assim, no levante dos Comuneros (1781), os socorrenses opuseram-se às reformas, mas em 1809 propuseram medidas favoráveis ao sistema de livre comércio e à abolição da escravatura. As reformas educacionais desempenharam papel de relevo nessa modificação de perspectiva dos granadinos. Como vice-rei, o arcebispo Caballero y Góngora (1782-1788) concentrou-se principalmente na educação, modernizando os currículos e criando uma escola de minas. Nova Granada permaneceu como vice-reinado da Espanha até a batalha de Bocayá (1819), durante as guerras de independência da América do Sul espanhola, quando, junto com a Venezuela, recebeu de Simón Bolívar o nome de Estados Unidos da Colômbia.

## Independência
Os excessos fiscais do governo espanhol provocaram, a partir de 1780, movimentos insurrecionais, que, devido às incertezas quanto ao destino do império após a invasão da Espanha pela França em 1808, se transformaram em verdadeiras rebeliões armadas em 1810.
Inspirada na Revolução Francesa e no movimento de independência das colônias norte-americanas, a população de Nova Granada se uniu à corrente revolucionária para obter a independência. O movimento de maior importância foi a Revolução dos Comuneros (1781).

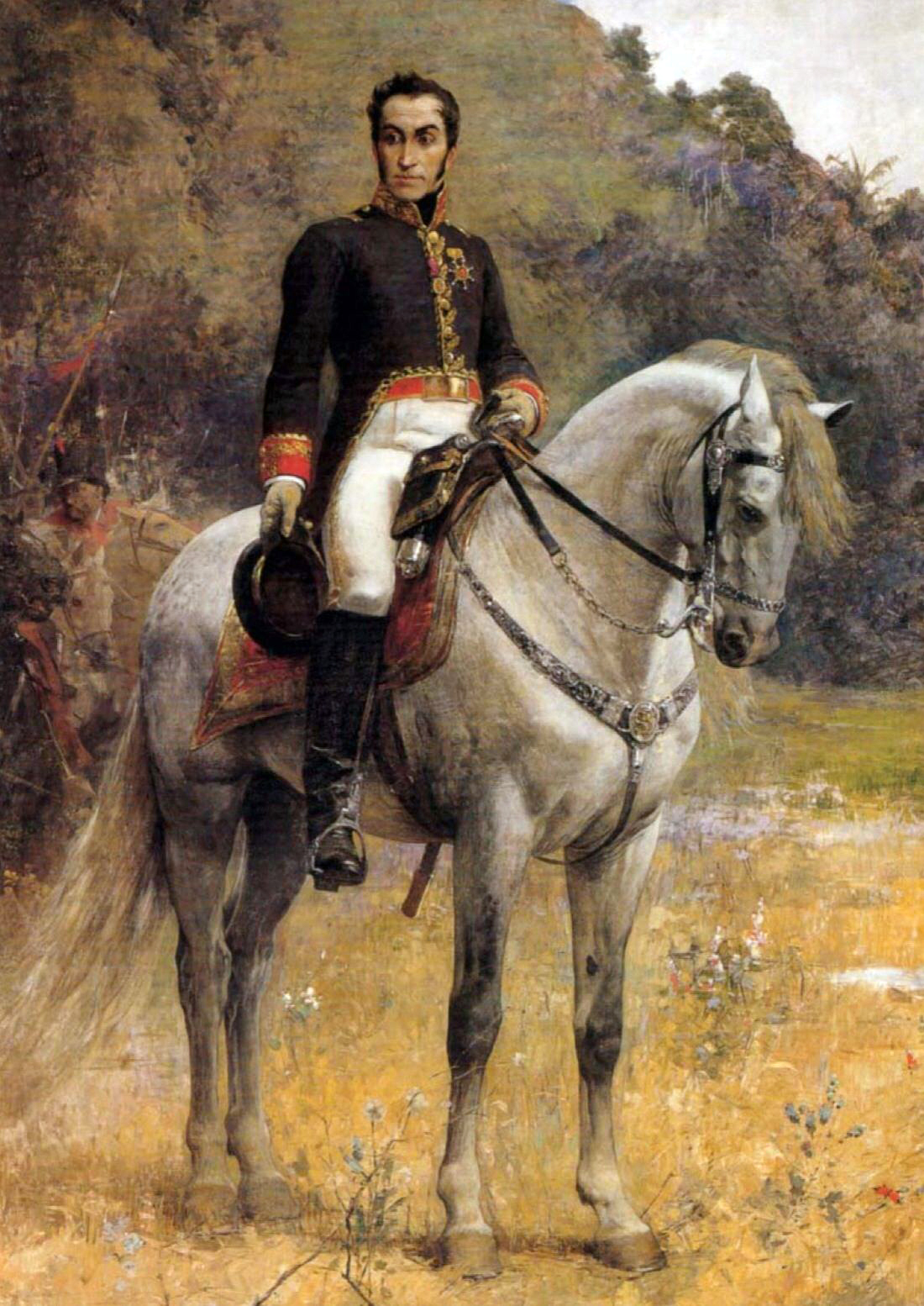
Simón Bolívar em Carabobo.

Em 1810, as jurisdições de Nova Granada expulsaram as autoridades espanholas, exceto em Santa Marta, Riohacha e os atuais Panamá e Equador. O levante de Bogotá, de 20 de julho desse ano, é comemorado como a data de independência da Colômbia. A capital colombiana, a essa época, contava com cerca de 50 mil moradores. A rivalidade entre os grupos que propugnavam uma federação e aqueles que tentavam centralizar a autoridade nos novos governos provocou uma série de guerras civis, que facilitou a reconquista, pela Espanha, das Províncias Unidas de Nova Granada, entre 1814 e 1816.
As execuções e castigos praticados pelos espanhóis favoreceram a unidade dos setores libertários. Um grupo de patriotas refugiado em Casanare, chefiado por Francisco de Paula Santander, iniciou a luta armada, com apoio de Simón Bolívar. Em 1819, realizou-se o Congresso de Angostura (hoje Ciudad Bolívar, na Venezuela), com delegados de Casanare e algumas províncias venezuelanas, no qual foi proclamada a criação da República da Grã-Colômbia, formada pelo que anteriormente fora o vice-reinado de Nova Granada. No mesmo ano Bolívar invadiu Nova Granada e derrotou os espanhóis na Batalha de Boyacá, em 7 de agosto. Seguiram-se a Batalha de Carabobo (Venezuela), em 1821, e a Batalha de Pichincha (Equador), em 1822, também vencidas por Bolívar.

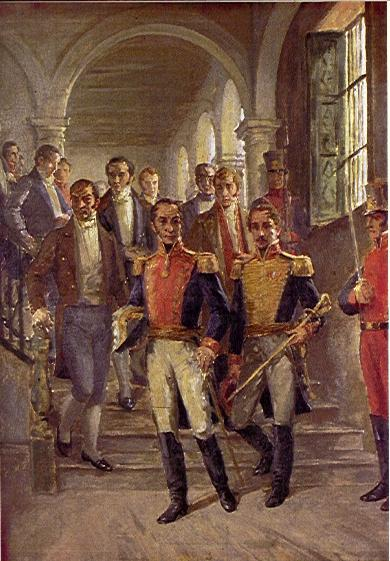
Simón Bolívar e Francisco de Paula Santander no Congresso de Cúcuta, no qual foi aprovada a Constituição da Grã-Colombia.

O Congresso de Cúcuta aprovou a Constituição de 1821, na qual se estabelecia uma forma republicana de governo e que elegeu Simón Bolívar como o primeiro presidente. Em 1822, sob a liderança de Bolivar, Nova Granada, Panamá, Venezuela e Equador foram unidos como a República da Grande Colômbia, que fracassaria em 1830. Libertado o território colombiano, Bolívar concentrou sua ação no Peru, deixando Santander como vice-presidente da Grande Colômbia. Em 1826, com a expulsão definitiva dos espanhóis do continente, Bolívar regressou a Bogotá, onde suas ideias centralizadoras se chocaram com o federalismo de Santander. Bolívar tornou-se ditador, mas sucessivos atentados e revoltas, além do descontentamento de grande parte de seus antigos partidários, obrigaram-no a renunciar em 1830. Em poucos meses, o que havia sido o vice-reino de Nova Granada fragmentou-se em três Estados independentes: Venezuela, Equador e República de Nova Granada, depois Colômbia, na qual estava incluído o território do Panamá. A história política do país foi, desde então, basicamente um registro de conflitos, muitas vezes violentos, entre elementos liberais e conservadores para determinar a política de governo.
Em 1832, foi promulgada por Francisco de Paula Santander a Constituição de Nova Granada, garantindo os direitos civis e a separação entre Igreja e Estado, sendo emendada em 1858 para permitir a confederação de nove estados dentro de uma república central, agora conhecida como Confederação Granadina.

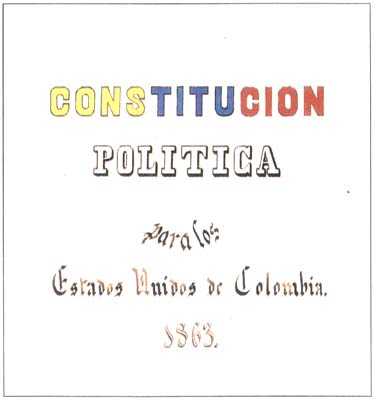
Constituição dos Estados Unidos da Colômbia de 1863.

A partir da guerra civil de 1840-1842 e de hostilidades entre os partidos Liberal e Conservador, instituiu-se uma federação em que o governo central teve poderes muito reduzidos. A Constituição de 1858 restaurou um governo nacional forte. A rejeição da Carta pelos liberais levou à chamada "anarquia organizada".
Depois da vitória dos liberais na guerra civil, na presidência de T.C. Mosquera (1861-1864), os bens do clero foram confiscados e adotou-se uma Constituição Federal (1863), na qual se estabelecia a união dos Estados soberanos nos Estados Unidos da Colômbia.
Entre 1880 e 1894, os conservadores prevaleceram e retiveram o poder. Um segmento do Partido Liberal, encabeçado por Rafael Núñez, passou então a defender uma reforma constitucional e aliou-se aos conservadores. Em 1886, proclamou-se uma nova Constituição, de caráter centralizador, que aboliu a soberania dos Estados e estabeleceu o sistema presidencial na então denominada República da Colômbia. A Carta haveria de manter-se, com modificações, durante todo o século seguinte. O presidente Núñez devolveu à Igreja Católica os privilégios cuja supressão causara uma guerra civil na década anterior (concordata de 1883). Com sua morte, novas discórdias civis ocorreram entre 1884 e 1895.

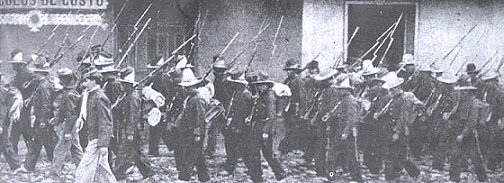
Tropas colombianas na Guerra dos Mil Dias (1899-1902).

Anos depois, o país se debateria na mais sangrenta das guerras civis colombianas: Guerra dos Mil Dias (1899-1903), encorajada pelos EUA, que deixou o país exaurido. Em 1903, o Senado se negou a ratificar o tratado de Hay-Herrán, que estabelecia o arrendamento aos Estados Unidos de uma faixa de território do istmo do Panamá (ou centro-americano) para construírem o Canal do Panamá. Os Estados Unidos organizaram uma rebelião no Panamá, que, depois da intervenção de tropas norte-americanas, culminou com sua independência.

## Ciclo docafé

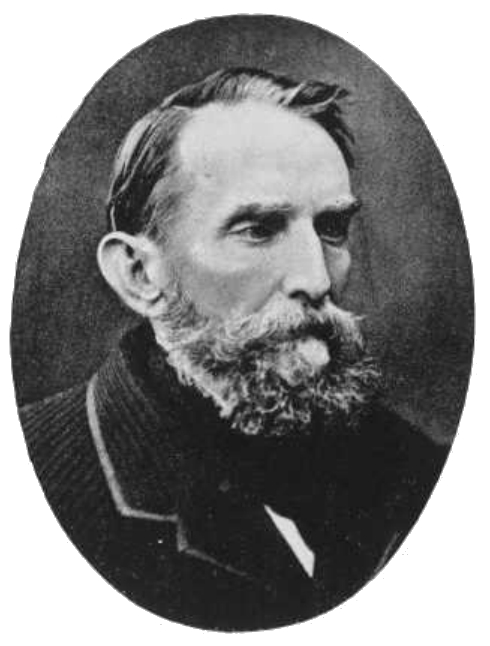
Presidente Rafael Reyes.

O mandato do general Rafael Reyes na presidência da república (1904-1909) marcou o princípio de uma lenta recuperação econômica, baseada no café e no petróleo. Em 1914, a Colômbia reconheceu oficialmente a independência do Panamá e recebeu uma indenização no valor de 25 milhões de dólares dos Estados Unidos. O aumento do comércio exterior, com a exportação de café e o início da exploração de jazidas, conduziu a um processo de industrialização e prosperidade que seria interrompido pela crise mundial de 1929. Os preços do café, do petróleo e da banana, os principais produtos de exportação, caíram vertiginosamente, o que levou a economia do país ao colapso.
O Partido Conservador, no poder desde o final do século XIX, perdeu em 1930 a presidência da república para o Partido Liberal, que se manteve no governo até 1946. Nas eleições realizadas nesse ano, os liberais se dividiram e lançaram dois candidatos, propiciando a vitória ao conservador Mariano Ospina Pérez. Em 1948, a Colômbia firmou união econômica com a Venezuela e o Equador. Apesar de vitoriosos na eleição, os conservadores só obteriam o controle do Congresso ao impor, em 1949, o estado de sítio, que durou até 1958.
A violência estourou novamente em 1948 e passou da área urbana para a rural. Em 9 de abril, o político e advogado colombiano Jorge Eliécer Gaitán, líder dos trabalhadores e popular candidato derrotado às eleições presidenciais, foi assassinado em pleno centro de Bogotá. Este acontecimento, que passou para a história do país com o nome de "bogotazo", foi o mote para a maior rebelião da história da Colômbia, que duraria uma década e que fez 250.000 mortes, precipitando um governo militar entre 1953 e 1958.

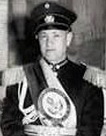
General Gustavo Rojas Pinilla.

Em meio a uma verdadeira guerra civil, o candidato conservador Laureano Gómez ganhou as eleições e tomou posse em 1950. Em 1953, o Partido Conservador propôs uma nova Constituição que previa a imposição de um regime totalitário ao estilo do espanhol Francisco Franco. Os liberais e os conservadores moderados se opuseram a esse projeto, e uma junta militar derrubou o governo. Nomeou-se o general Gustavo Rojas Pinilla como presidente provisório; em 1954, a Convenção Constitucional o elegeu para mais um período de quatro anos e ele governou por meio de decretos. Embora louvado como paladino da justiça, Rojas Pinilla foi ainda mais arbitrário que seu antecessor. Numa tentativa de restauração do poder civil, liberais e conservadores constituíram uma Frente Nacional, alternando-se no poder, enquanto se expandia uma guerrilha de inspiração castrista.

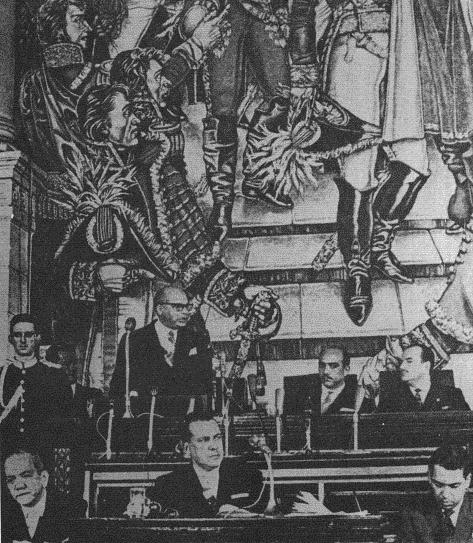
Posse do Presidente Lleras Camargo.

Um novo golpe de Estado derrotou Rojas Pinilla em 1957 e um plebiscito incorporou os acordos da Frente Nacional à Constituição, para repartir os cargos de governo e alternar os dois partidos hegemônicos na presidência. Uma democracia semi-representativa foi restaurada e chegou-se a um grau de estabilidade política; a economia colombiana recuperou-se dos contratempos do início dos anos 1970, com a diversificação da produção e o aumento dos investimentos estrangeiros. A agricultura é a principal fonte de renda da Colômbia, mas estima-se que o comércio de drogas ilegais fornece 80% da cocaína no mercado mundial.
Nos anos seguintes, a impossibilidade de romper esse esquema de alternância no poder levou muitas lideranças da oposição a aderir aos grupos guerrilheiros, que operavam no país desde o período conhecido como La Violencia (1948-1958) e adquiriram definição ideológica de esquerda nos anos 1960, sob a influência da Revolução Cubana.
Apesar da coalizão liberal-conservadora, o governo caía em períodos de semiparalisia. No ano de 1958, o presidente Alberto Lleras Camargo instituiu a reforma agrária. Em 1960, a Colômbia passou a fazer parte da ALALC (Associação Latino-Americana de Livre Comércio). Em 1962 assumiu a presidência Guillermo León Valencia. O general Rojas Pinilla foi preso em 1963 sob a acusação de conspirar contra o regime. A crise econômica levou o Congresso a conceder poderes extraordinários a Valencia. A situação continuou a agravar-se no plano político, culminando com a reimplantação do estado de sítio em 1965, após distúrbios estudantis.
Em 1966, começou a gestão de Carlos Lleras Restrepo, talvez a mais bem-sucedida da história colombiana. A economia recuperou-se com base num planejamento correto e em reformas políticas essenciais. Ao final de seu governo, a economia apresentava um crescimento anual de 6,9%. Na eleição de 1970, Misael Pastrana Borrero sagrou-se vencedor, derrotando o ex-ditador Rojas Pinilla. Na eleição de 1974, a presidência passou para Alfonso López Michelsen, também liberal, cujo governo enfrentou problemas econômicos. Ainda assim, em 1978 os liberais venceram por maioria o Congresso e a presidência, com Julio Turbay Ayala, mas mantiveram o acordo com a Frente Nacional. Manifestações de descontentamento popular e a violência dos movimentos guerrilheiros de esquerda aliaram-se contra o Presidente eleito. O agravamento da situação provocou a adoção do estado de emergência.

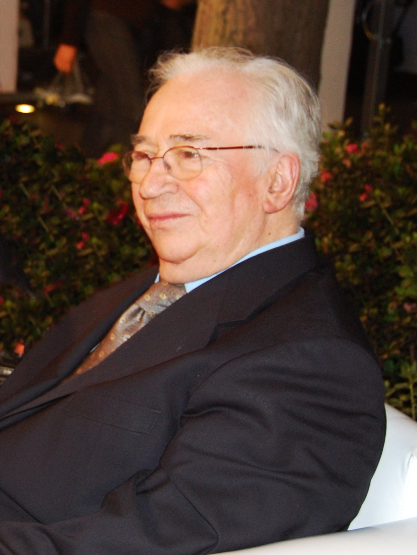
Belisario Betancur Cuartas.

Durante a década de 1980, a Colômbia obteve crescimento econômico e um bom desempenho na administração da dívida externa, mas o comércio das drogas dominou cada vez mais os assuntos internos e as relações com os Estados Unidos.
Em 1982, o candidato conservador Belisario Betancur Cuartas ganhou as eleições presidenciais de 1982. Neste mesmo ano, foram anistiados os presos políticos da guerrilha de esquerda. A campanha de pacificação nacional do presidente Belisário Betancur foi obstada pelo poder dos traficantes de tóxicos, o chamado cartel de Medellín, que em 1970 se implantara no país como poder paralelo. O ministro da justiça da Colômbia foi assassinado em 1984 por ter dado início à campanha antidroga. Mesmo assim, o presidente em exercício deu um grande impulso a esta campanha que levou ao desaparecimento do seu ministro; entretanto, durante o ano de 1985, as guerrilhas recuperaram a força e a luta contra o narcotráfico foi perdendo o ímpeto. Em 1985, o país foi abalado por duas tragédias: a invasão do Palácio da Justiça por sediciosos, com a morte de mais de 90 pessoas entre sequestradores e sequestrados, e a erupção do Nevado del Ruiz, que levou, à morte, cerca de 25.000 pessoas.

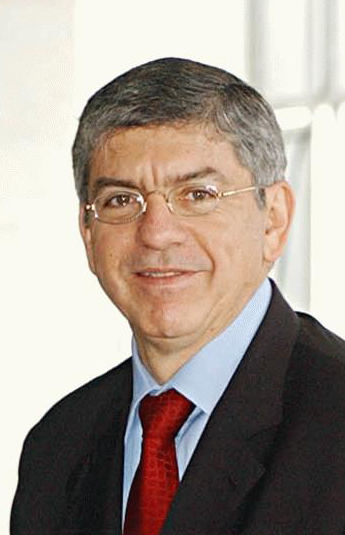
César Gaviria.

Em 1986, ocorreu o fim da Frente Nacional. O Partido Liberal venceu as eleições e o presidente Virgilio Barco Vargas declarou uma gigantesca ofensiva  contra os traficantes de cocaína do cartel de Medellín, após os assassinatos de um ministro do Supremo Tribunal e do principal candidato à eleição de 1990, Luis Carlos Galán Sarmiento.
Depois de uma campanha em que foram assassinados os três candidatos presidenciais, César Gaviria Trujillo, do Partido Liberal, foi eleito presidente em 1990. Gaviria apoiou a Assembleia Constitucional, que elaborou uma nova Carta, a qual entrou em vigor em 1991. Seguiu-se um acordo com alguns grupos guerrilheiros (principalmente o conhecido M-19) para desmobilização, a fim de fazerem parte do processo político, enquanto vários traficantes de drogas foram presos. Em julho de 1991, foi descoberto um grande campo petrolífero.

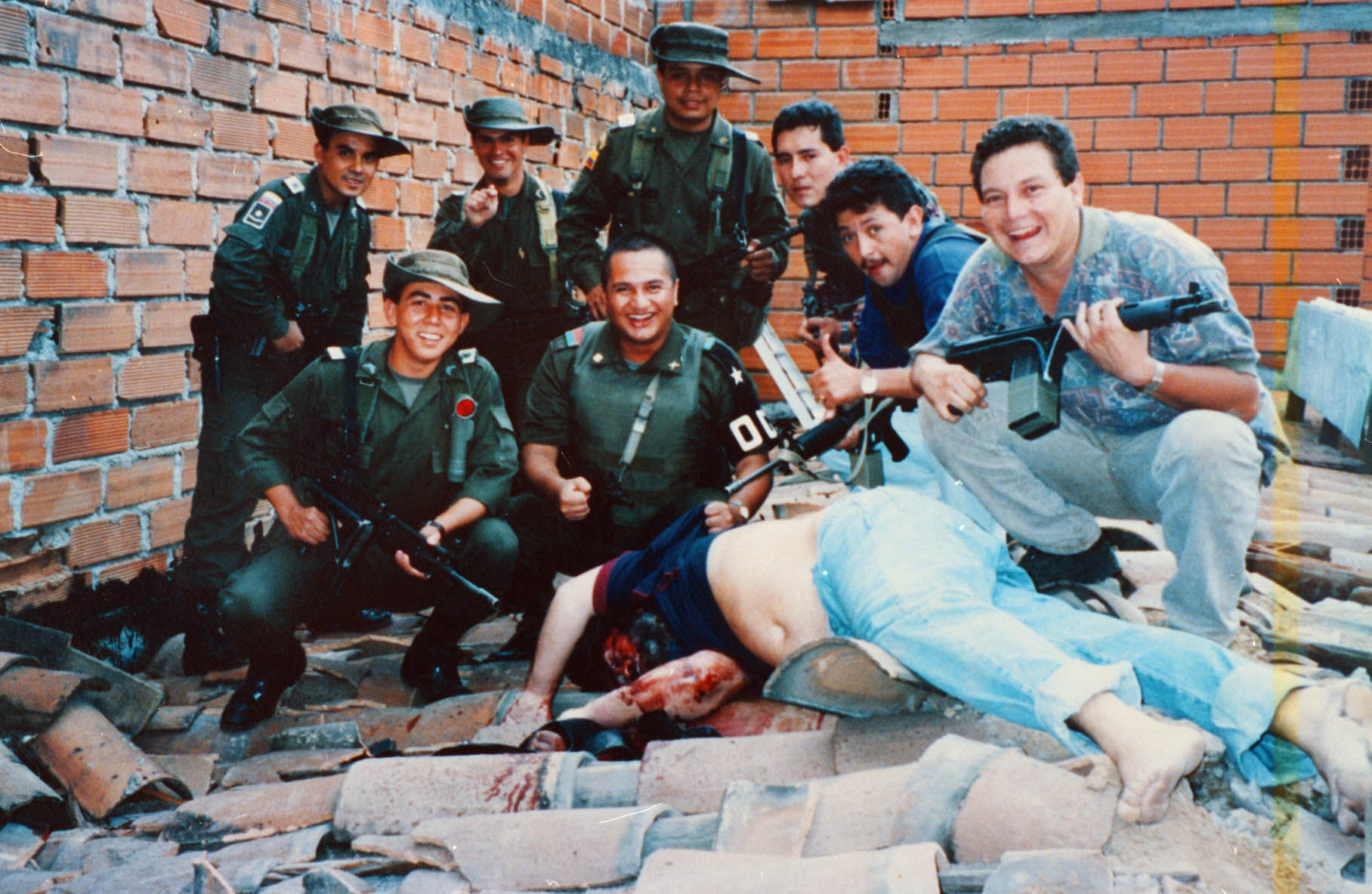
Morte de Pablo Escobar.

Uma campanha bombista foi levada a cabo pelos barões da droga em retaliação pelo confisco de propriedades e extradição para os Estados Unidos de membros dos cartéis. O presidente norte-americano George Bush foi um dos aliados antidroga na Colômbia, no ano de 1990. Vários cabecilhas ligados ao tráfico de estupefacientes renderam-se às autoridades e foram presos. Esta onda de prisões, incluiu o líder da cocaína de Medellín, Pablo Escobar, que conseguiu evadir-se da prisão, em julho de 1992, mas foi morto em um tiroteio quando era caçado por soldados e policiais em 1993. O estado de emergência foi declarado um ano depois com o intuito de controlar a situação.
Em 1994, Ernesto Samper Pizano, do Partido Liberal, foi eleito presidente da república. Apesar de alguns êxitos parciais na luta contra o narcotráfico, desta vez buscando desmantelar o cartel de Cali, Samper foi acusado de ter usado dinheiro fornecido por traficantes no financiamento de sua campanha eleitoral. A acusação não foi adiante por falta de provas, mas fez com que o governo dos Estados Unidos negasse a certificação de país aliado na luta contra as drogas à Colômbia e proibisse a entrada de Samper em território norte-americano. Também não tiveram sucesso suas tentativas de iniciar negociações de paz com os movimentos guerrilheiros, que durante o seu governo intensificaram suas ações e ampliaram o controle sobre regiões do interior.

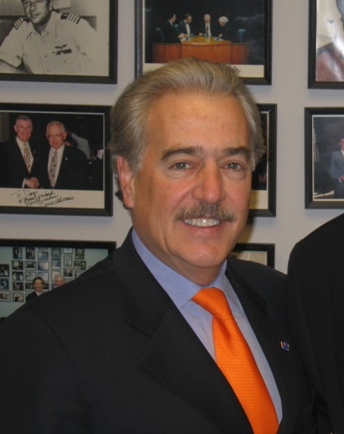
Andrés Pastrana.

Em junho de 1998, foi eleito presidente o conservador Andrés Pastrana, que fez sua campanha prometendo uma profunda reforma das instituições do Estado. Assim que foi empossado, Pastrana conseguiu que os guerrilheiros das Forças Armadas Revolucionárias da Colômbia (FARC) aceitassem sentar à mesa de negociações para discutir a pacificação do país. Para isso, foi necessário aceitar algumas condições, como reconhecer o controle das FARC sobre vários municípios, o que provocou resistências e protestos no seio das forças armadas regulares. Assim mesmo, Pastrana foi adiante e se deixou fotografar no meio da floresta com o veterano líder das FARC, Manuel Marulanda Vélez, conhecido como "Tirofijo" por sua lendária pontaria.

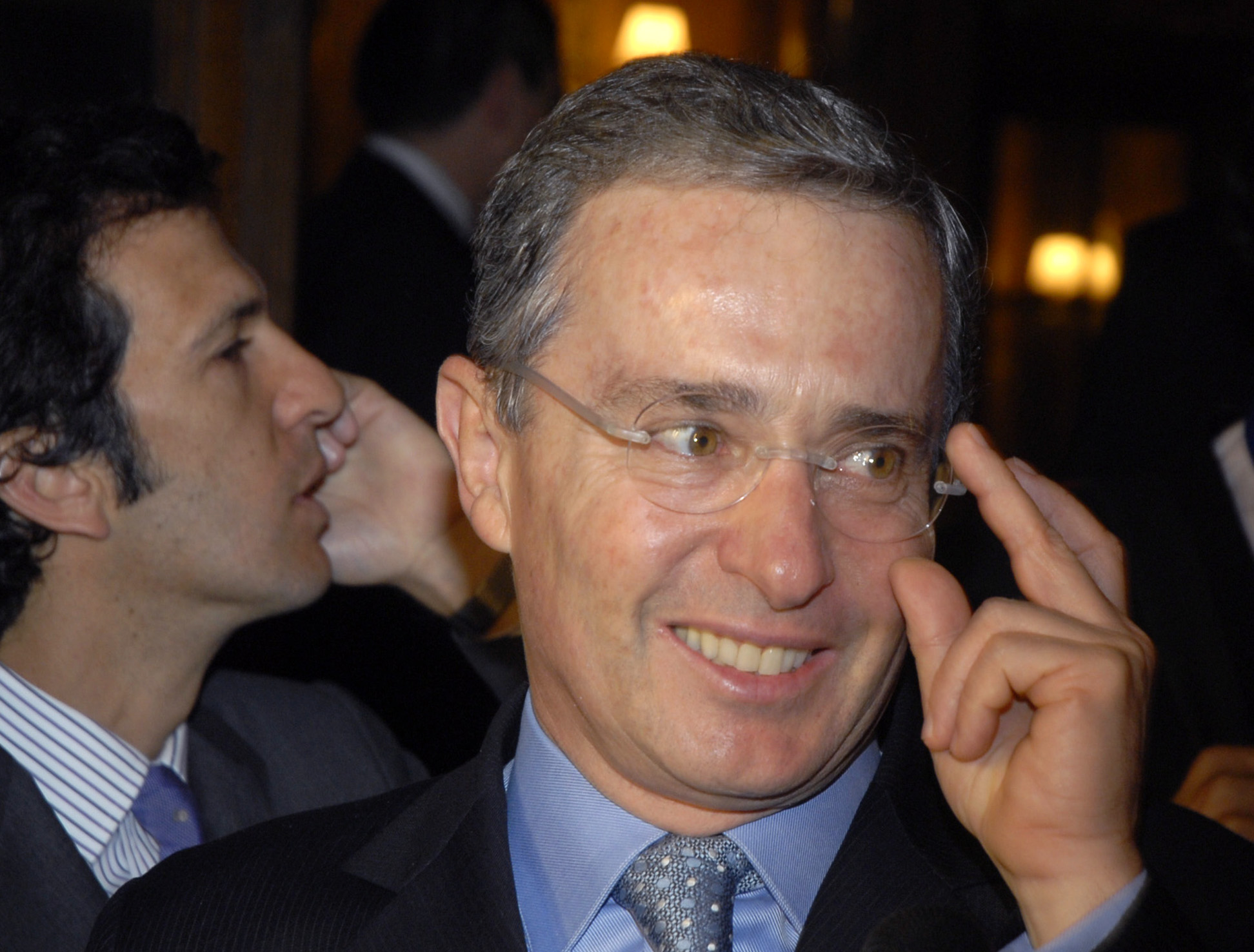
Álvaro Uribe.

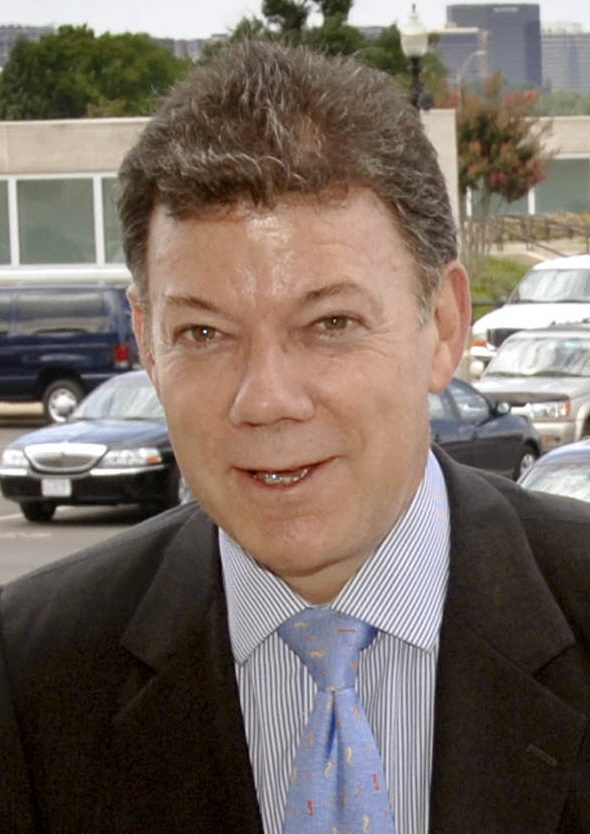
Juan Manuel Santos

Em janeiro de 1999, um terremoto de seis graus na escala Richter sacudiu a região centro-oeste, onde se encontram os departamentos de Quindío e Risaralda. O sismo provocou a morte de pelo menos 875 pessoas e ferimentos em mais de 3 mil, deixando cerca de 400 mil desabrigados. Além das perdas humanas, o terremoto afetou a principal região produtora de café do país. O presidente Pastrana decretou estado de emergência militar para conter saques e violências nas cidades de Armênia e Pereira.
Em 2002, assumiu a presidência Álvaro Uribe. Depois da reforma constitucional, que permite a reeleição presidencial consecutiva, Uribe apresentou sua candidatura para um segundo mandato. Em dezembro de 2003 o governo endureceu sua posição diante da guerrilha (Estatuto Antiterrorista) e para isso obteve apoio dos demais governos latino-americanos. Em 2004 houve a prisão de um membro do estado-maior das Forças Armadas Revolucionárias da Colômbia (FARC), iniciando-se um processo de paz com os paramilitares. Em 2005 instaurou-se uma crise política com a Venezuela.
Juan Manuel Santos foi eleito para o período 2010-2014 e reeleito em 2014. Em 12 de setembro de 2012 anunciou o início de diálogos de paz com as FARC, em La Habana. O "Acordo para a Terminação Definitiva do Conflito Armado foi assinado finalmente em Bogotá em 24 de novembro do 2016.